# Nichiren

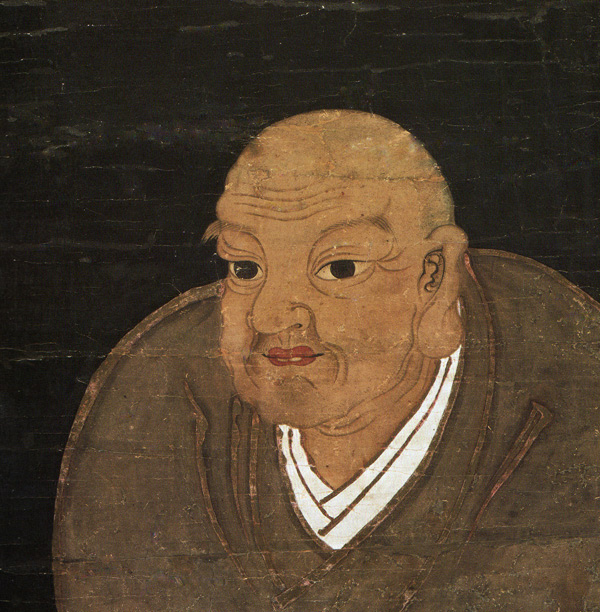
Porträt des Nichiren, Aufbewahrungsort: Kuon-ji

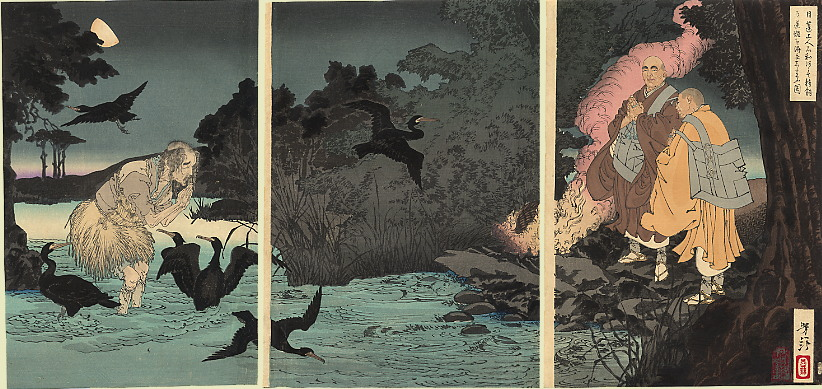
Nichiren (1885); Holzschnitt von Yoshitoshi (1839–1892)

Nichiren (jap. 日蓮, dt. „Sonnenlotus“; * 30. März 1222 (traditionell: Jōō 1/2/16); † 14. November 1282 (traditionell: Kōan 5/10/13)) war ein japanischer buddhistischer Reformator. Auch wenn Nichiren selbst nie ausdrücklich eine eigene Schule gründete und er nach heutigem Kenntnisstand seine Zugehörigkeit zur Tendai-Schule nie niederlegte, so sehen ihn doch die verschiedenen Schulen des Nichiren-Buddhismus als ihren Gründer an.

## Kindheit und Jugend
Nichiren wurde im Dorf Kominato in der Provinz Awa, der heutigen Präfektur Chiba, geboren. An seinem Geburtsort wurde zu seinen Ehren später der Tempel Tanjō-ji errichtet (der heutige Tempel liegt aufgrund von Veränderungen im Küstenverlauf etwas von seinem Geburtsort entfernt). Im Alter von zwölf Jahren, noch den Namen Zennichimaro tragend, verließ er sein Elternhaus, um am nahe gelegenen Seichō-ji der Tendai-Schule eine buddhistische Ausbildung zu erhalten.
Wie er später schrieb, beschäftigte ihn in seiner ganzen Jugend die Frage nach dem Sinn des Lebens. Während seines Studiums tauchten in ihm viele Fragen auf, vor allem angesichts der verwirrenden Vielfalt buddhistischer Schulen und der Widersprüche im buddhistischen Kanon. So betete er der Legende nach im Alter von zwölf Jahren vor einer Statue des Bodhisattwa Kokuso (Akashagarbha), mit dem Wunsch der „weiseste Mann Japans“ zu werden.
Als er fünfzehn Jahre alt wurde (bzw. sechzehn je nach Quelle), entschloss er sich zur Priesterweihe und nahm den religiösen Namen Zeshō-bō Renchō (übersetzt: „glänzende Sonne“) an. Kurz darauf begab er sich auf eine Studienreise nach Kamakura, dem damaligen Regierungssitz, und dann weiter nach Kyōto und anderen Städten, um sich mit allen wichtigsten Lehren seiner Zeit auseinanderzusetzen. In diesem zehnjährigen Studium gelangte er zu der Überzeugung, dass sich der wesentliche Kern des Buddhismus im Lotos-Sutra wiederfindet.

## Verkündung seiner Lehre
Zu Beginn des Jahres 1253 kehrte er zum Seicho-ji zurück und bereitete die Verkündung seiner Lehre vor. Am Morgen des 28. April 1253 rezitierte er zum ersten Mal auf einem nahe gelegenen Berg das Mantra „Namu Myōhō Renge Kyō“ (auch (O-)daimoku genannt) und verkündete darauf seine Lehre im Hof des Tempels. Er nannte sich fortan Nichiren. Dieses Ereignis ist auch als die „Rikkyo Kaishu-Deklaration“ bekannt.
Kurz darauf ging er in die damalige Hauptstadt Japans, Kamakura, um dort das Lotos-Sutra zu verbreiten. Das Japan des 13. Jahrhunderts war eine unruhige Zeit, geprägt von kriegerischen Auseinandersetzungen innerhalb der regierenden Herrscherfamilien wie auch der ständigen Bedrohung durch eine Invasion der Mongolen. Naturkatastrophen und Hungersnöte machten das Leben der Menschen nicht einfacher. Für Nichiren lagen diese katastrophalen Ereignisse darin begründet, dass sich Regierung wie auch Teile der Bevölkerung auf buddhistische Lehren beriefen, die der Welt abgewandt schienen und auf ein besseres Leben im Jenseits vertrösteten.

## Konflikte mit dem Staat

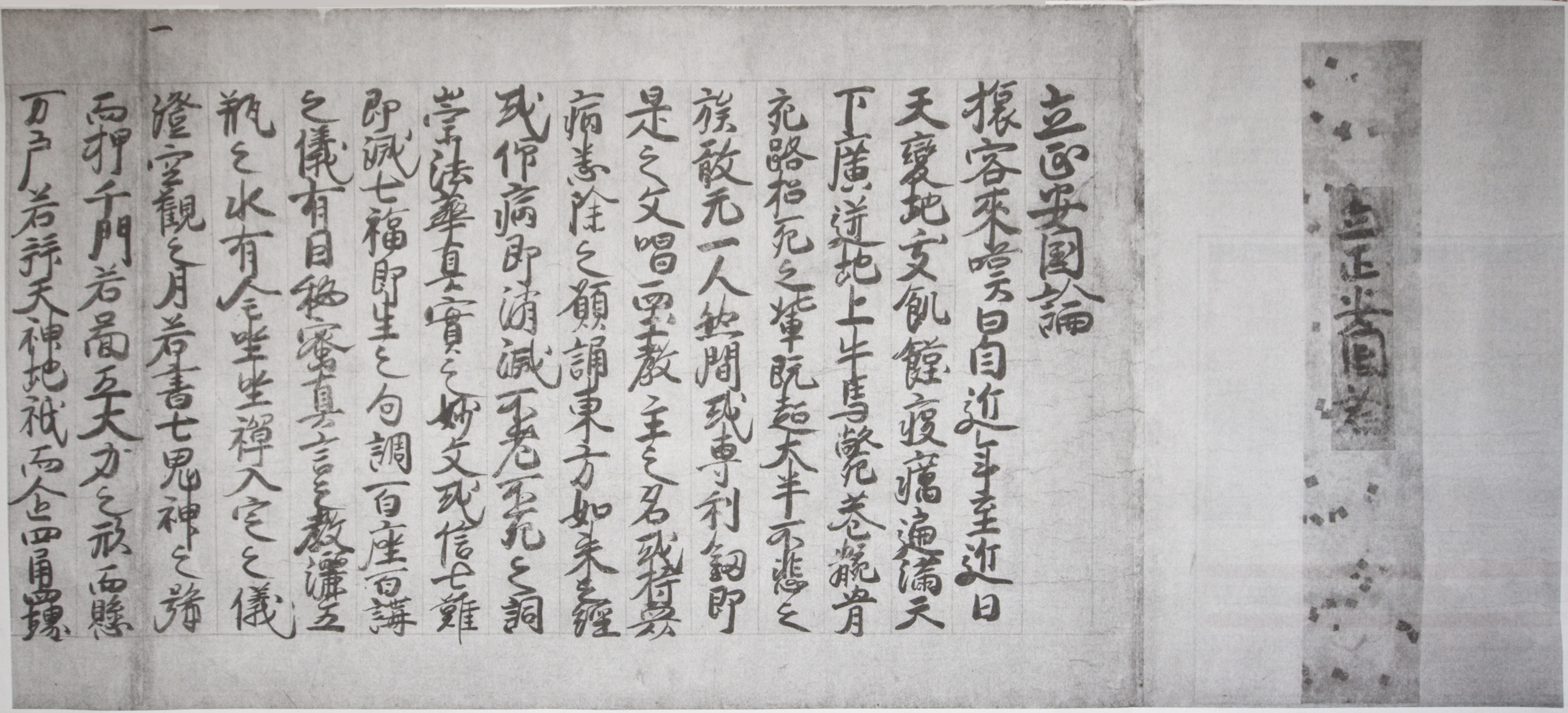
Die Risshō Ankokuron, eingestuft als einer der Nationalschätze Japans und aufbewahrt im Hokekyō-ji, Chiba, Japan

Am 16. Juli 1260 legte Nichiren schließlich dem damals mächtigsten Mann des Landes, Hōjō Tokiyori, einem ehemaligen Regenten des Kamakura-Shogunats, eine Schrift mit dem Titel „Rissho Ankoku Ron“ (Über die Sicherung des Friedens im Lande durch die Verbreitung des Wahren Gesetzes) vor. In dieser Schrift machte Nichiren das Festhalten an seiner Ansicht nach abergläubischen religiösen Ausübungen für die Lage Japans verantwortlich und betonte, dass im Zeitalter des Niedergangs des Dharma ausschließlich das Lotos-Sutra zur Erleuchtung führen könne. Im Kern verweist Nichiren darauf, dass das Lotos-Sutra die Würde des menschlichen Lebens unterstreicht und dies, wie von Shakyamuni Buddha gelehrt, Ausgangspunkt allen Handelns sein sollte.
Diese Schrift, welche in einer Dialogform zwischen Gast und Gastgeber abgefasst wurde, stellt bis zum heutigen Tag einen der Kernpunkte der Lehren des heutigen Nichiren-Buddhismus dar. Dennoch sollte an dieser Stelle klargestellt werden, dass die „Rissho Ankoku Ron“ im feudalistischen Japan geschrieben wurde. Die Kritik an Religion und Politik ist im Rahmen des 13. Jahrhunderts zu verstehen, einer Zeit, in der die Formulierung exklusiver Wahrheitsansprüche und Praktiken nicht ungewöhnlich war. Die neuen buddhistischen Schulen der Kamakura-Ära (Jōdo-shū und Zen-shu) widmeten sich jeweils einer einzigen Form der Ausübung, die somit absoluten Status erlangte.
Einige Schulen des Nichiren-Buddhismus, vor allem diejenigen, die in der Tradition der Nichiren-Shōshū stehen, sehen auch heute noch in der „Rissho Ankoku Ron“ eine Begründung für ihre weiterhin unnachgiebige Haltung gegenüber anderen (buddhistischen) Glaubensbekenntnissen. Den Inhalt dieser Schrift im Hinblick auf andere buddhistische Traditionen wortwörtlich in unsere Zeit zu übertragen, wird von Schulen wie der Nichiren-Shū kritisch hinterfragt.

## Verbannung

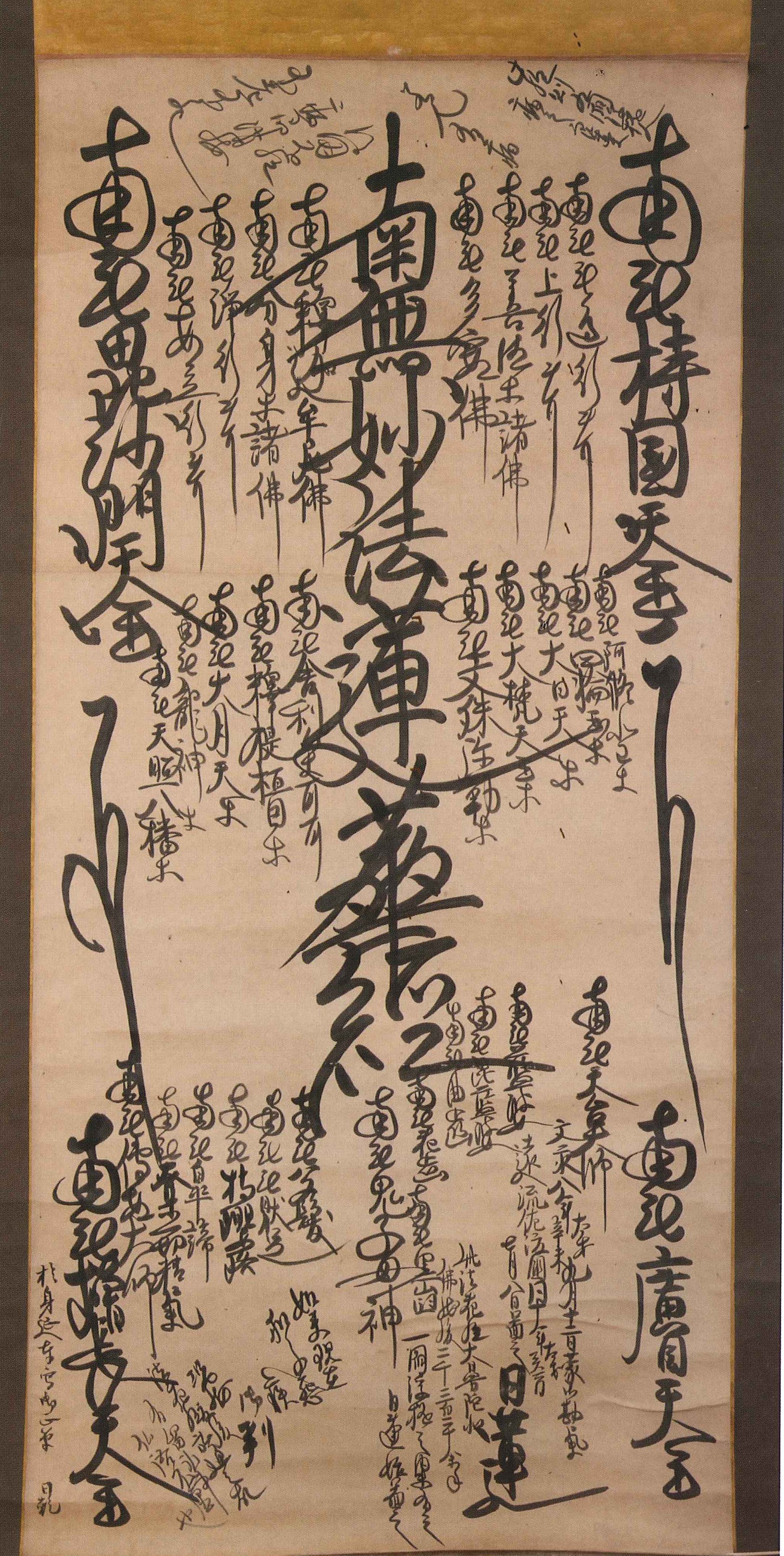
Beispiel eines Gohonzon

Nichiren predigte seine Lehre weiter und scharte eine große Zahl Anhänger um sich, was den Unmut der Regierung und religiöser Autoritäten hervorrief. Eine Folge davon war die teilweise gewalttätige Verfolgung seiner Anhänger zu seinen Lebzeiten und auch danach wie zum Beispiel in Matsubagayatsu, Komatsubara und Tatsunokuchi. Er selbst wurde auf die Halbinsel Izu und später für drei Jahre (1271–74) auf die Insel Sado verbannt. Am Ort seiner Verbannung, in der Nähe des heutigen Dorfes Niibo, wurde im 17. Jahrhundert der Tempel Konpon-ji erbaut, unweit dessen, den Ort markierend, den Nichiren zur Meditation aufzusuchen pflegte, der Tempel Jisso-ji. Nichiren verfasste jedoch weitere Schriften, auch solche, die an die Regierung gerichtet waren. Seine Anhänger ermutigte er mit Briefen, die bis zum heutigen Tag in großer Anzahl erhalten geblieben sind und als Gosho oder Goibun bezeichnet werden.
Mit zu den wichtigsten Schriften gehören die „Kaimoku Sho“ (Das Öffnen der Augen) und die „Kanjin no Honzon Sho“ (Das Objekt der Hingabe). Die letztere Schrift dient als theoretische Grundlage für Nichirens kalligraphisches Mandala, den Gohonzon. Ab dem Jahr 1272 begann er damit, diese Mandalas für einige seiner Anhänger anzufertigen. Ein Beispiel hierfür ist der in der Nichren Shu verwendete sog. Shutei Gohonzon, der auf einer Vorlage Nichirens basiert.

## Die letzten Jahre auf dem Berg Minobu

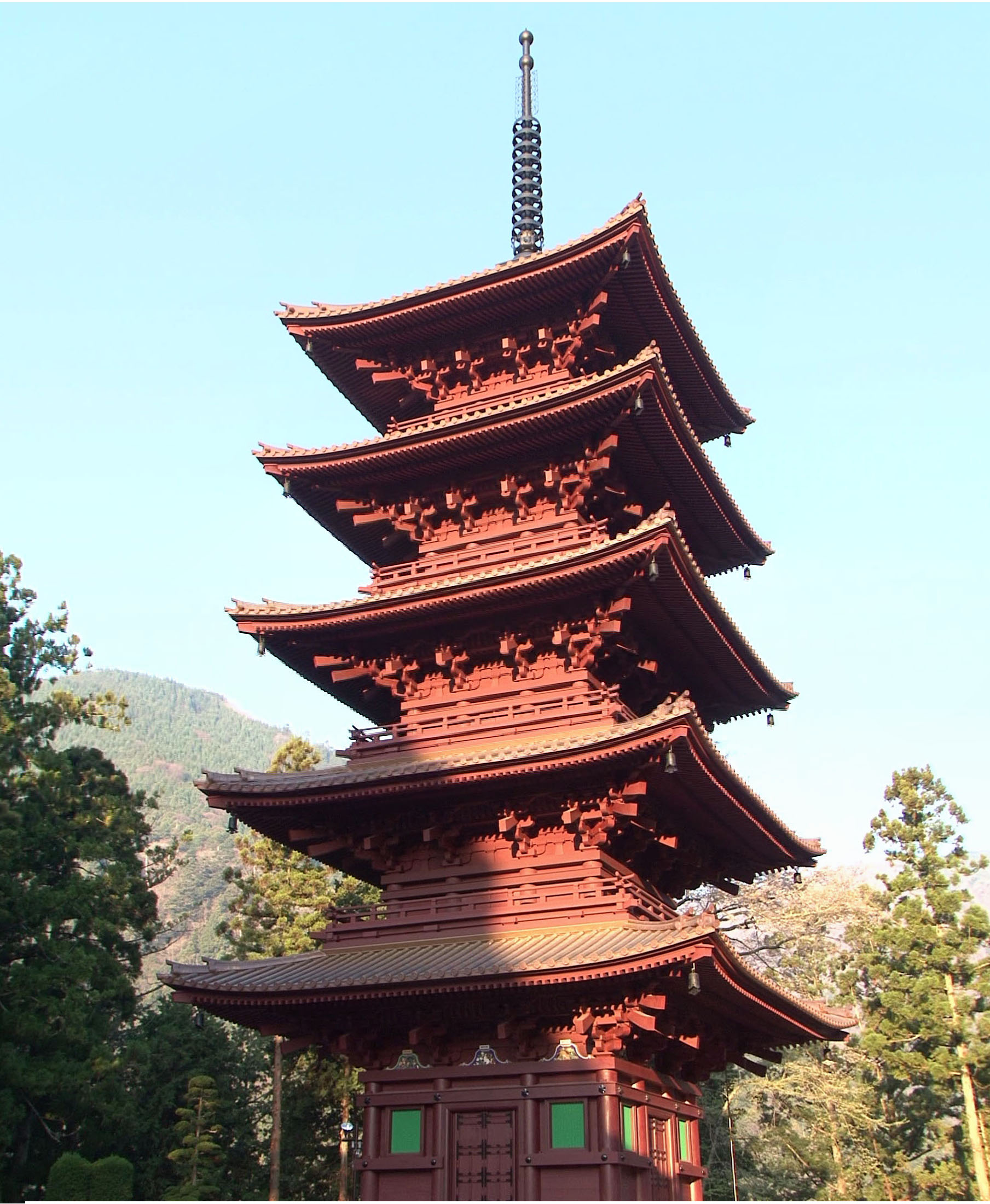
Pagode des Kuon-ji Tempel am Berg Minobu

Im Jahr 1274 zog sich Nichiren auf den Berg Minobu zurück, der für die letzten acht Jahre seines Lebens der Ort seines selbstauferlegten Exils wurde und an dem er im Jahre 1281 den Kuon-ji Tempel gründete. Hier fasste er seine Lehren weiter zusammen und verfasste unter anderem Schriften wie die „Senji Sho“ (Die Wahl der Zeit).
In seinem 61. Lebensjahr wurde sein Gesundheitszustand zunehmend schlechter. Im September 1282 verließ er den Berg Minobu für eine Kur an der heißen Quelle in Hitachi. Auf dem Weg dorthin verschlechterte sich sein Zustand so sehr, dass er in der Residenz der Brüder Ikegami im Gebiet des heutigen Tokyo Halt machen musste. An dieser Stelle befindet sich heute der Ikegami Honmon-ji Tempel. Dort starb er im Kreise seiner Anhänger am frühen Morgen des 13. Oktober 1282. Hier wurde Nichiren auch eingeäschert und seinem Wunsch gemäß wurden seine Überreste nach Kuon-ji überführt.

## Entwicklung nach Nichirens Tod
Einige Zeit nach Nichirens Tod zeigten sich Unstimmigkeiten unter seinen Schülern. Zur Formierung von verschiedenen offiziellen Schulen innerhalb des Nichiren-Buddhismus kam es jedoch erst ab dem 19. Jahrhundert. Die beiden großen traditionellen Schulen sind:
- Die Nichiren-shū (dt. „Nichiren-Schule“), in der Nichiren als Verkörperung des Bodhisattva Jōgyō verehrt wird, bestehend aus Tempeln, welche sich auf die Nichiren-Schüler Nisshō, Nichirō, Nikō, Nichiji, Nikkō und Nitchō berufen.
- Die Nichiren-Shōshū („Wahre Nichiren-Schule“), deren Tempel sich alleinig auf den Nichiren-Schüler Nikkō berufen und auch als Fuji-Schule bekannt wurde.

Im 20. Jahrhundert entstanden zahlreiche neureligiöse Gruppierungen, japanisch auch Shinshukyo genannt, welche sich auf Nichirens Lehren berufen. Die bekanntesten hierbei sind:
- Bussho Gonenkai Kyōdan
- Hokkekō
- Kenshōkai
- Kokuchūkai
- Myōchikai Kyōdan
- Myōdōkai Kyōdan
- Nipponzan-Myōhōji-Daisanga
- Reiyūkai
- Risshō Kōseikai
- Shōshinkai
- Sōka Gakkai

## Namen und Titel in der Literatur

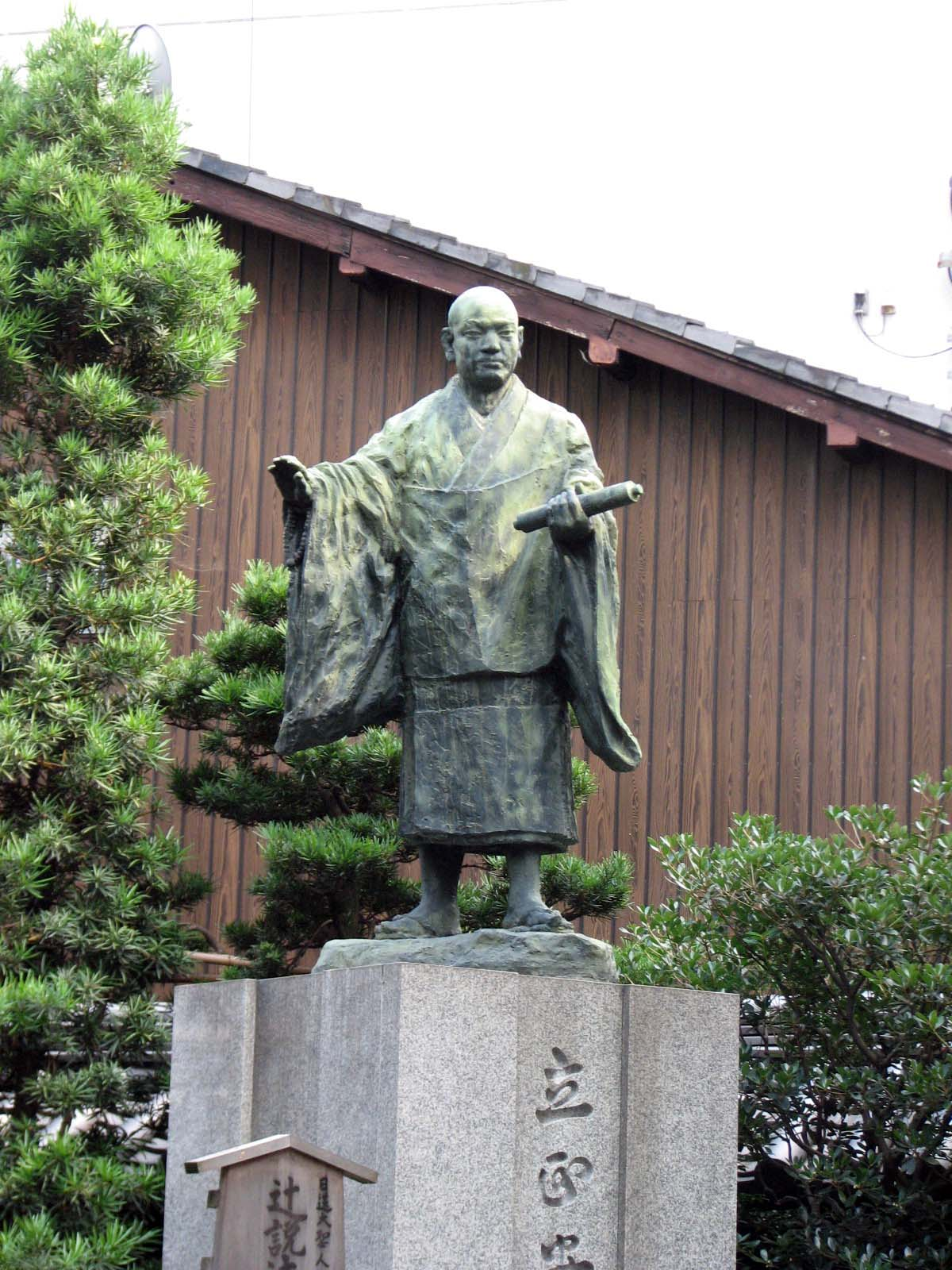
Nichiren Statue

In der Literatur wird meist von Nichiren Shōnin (日蓮上人) und Nichiren Daishōnin (日蓮大聖人) gesprochen – letzterer Name wird vor allem in den Schulen verwendet, die sich auf den Nichiren-Schüler Nikkō berufen. Der Unterschied zwischen diesen beiden Namen ist, dass Shōnin mit „Weiser“ oder „Heiliger“ übersetzt werden könnte, während Daishōnin mit „großer Weiser“ übersetzt werden könnte und somit eine Steigerung darstellt.
Im Jahre 1358 verlieh der japanische Kaiserhof ihm den Titel Nichiren Daibosatsu (日蓮大菩薩, „Großer Bodhisattva Nichiren“) und 1922 den Titel Risshō Daishi (立正大師, „Großer Lehrer Risshō“).

### Übersetzungen der Schriften Nichirens
- Kyotsu Hori (transl.); Sakashita, Jay (ed.): Writings of Nichiren Shonin, Doctrine 1, University of Hawai'i Press, 2003, ISBN 0-8248-2733-3.
- Tanabe Jr., George (ed.), Hori, Kyotsu: Writings of Nichiren Shonin, Doctrine 2, University of Hawai'i Press, 2002, ISBN 0-8248-2551-9.
- Kyotsu Hori (transl.), Sakashita, Jay (ed.): Writings of Nichiren Shonin, Doctrine 3, University of Hawai'i Press, 2004, ISBN 0-8248-2931-X.
- Kyotsu Hori (transl.), Jay Sakashita (ed.): Writings of Nichiren Shonin, Doctrine 4, University of Hawai'i Press, 2007, ISBN 0-8248-3180-2.
- Kyotsu Hori (transl.), Sakashita, Jay (ed.): Writings of Nichiren Shonin, Doctrine 5, University of Hawai'i Press, 2008, ISBN 0-8248-3301-5.
- Kyotsu Hori (transl.), Sakashita, Jay (ed.): Writings of Nichiren Shonin, Doctrine 6, University of Hawai'i Press, 2010, ISBN 0-8248-3455-0.
- Burton Watson (trans.), Philip B. Yampolsky (ed.): Letters of Nichiren, Columbia University Press, 1996, ISBN 0-231-10384-0.
- Burton Watson (trans.), Philip B. Yampolsky (ed.): Selected Writings of Nichiren, Columbia University Press, 1990, ISBN 0-231-07260-0.
- The Gosho Translation Committee: The Writings of Nichiren Daishonin, Volume I, Soka Gakkai, 2006, ISBN 4-412-01024-4.
- The Gosho Translation Committee: The Writings of Nichiren Daishonin, Volume II, Soka Gakkai, 2006, ISBN 4-412-01350-2.
- Nichiren. Die Schriften Nichiren Daishonins. 1. Aufl. Freiburg im Breisgau: Verlag Herder, 2014.
- Yampolsky, Philip B. ed. Selected Writings of Nichiren. New York/Oxford: Columbia University Press, 1990.

### Sekundärliteratur
- Anesaki, Masaharu. Nichiren, the Buddhist prophet, Cambridge : Harvard University Press (1916) Digitalisat (PDF; 6,9 MB).
- Borsig, Margareta von. Leben aus der Lotos Blüte : Nichiren Shōnin, Zeuge Buddhas, Kämpfer für das Lotos-Gesetz, Prophet der Gegenwart, Freiburg im Breisgau, Aurum Verlag, 1976
- J.A. Christensen, Nichiren - Leader of Buddhist Reformation in Japan, Nichiren Buddhist International Centre, 1981, ISBN 0-87573-086-8.
- Kirimura, Yasuji: The Life of Nichiren Daishonin, Nichiren Shoshu International Center, Tokyo 1980, ISBN 4-88872-009-6.
- Matsudo, Yukio. Nichiren, der Ausübende des Lotos-Sutra; Books on Demand 2009; ISBN 3-8370-9193-7.
- Petzold, Bruno. Buddhist Prophet Nichiren: A Lotus in the Sun. Tokyo: Hokke Janaru, 1978.
- Kleine, Christoph. “Nichiren.” In Religion in Geschichte und Gegenwart, 4. Aufl. Vol. 6. Edited by Hans Dieter Betz et al., 284 6. Tübingen, 2003.
- Kleine, Christoph. “Nichiren-shōshū.” In Religion in Geschichte und Gegenwart, 4. Aufl. Vol. 6. Edited by Hans Dieter Betz et al., 284 6. Tübingen, 2003.
- Kleine, Christoph. Der Buddhismus in Japan: Geschichte, Lehre, Praxis. Tübingen: Mohr Siebeck, 2015 [2011].
- Stone, Jacqueline I. Original Enlightenment and the Transformation of Medieval Japanese Buddhism, University of Hawai'i Press (30 Jun 2003), ISBN 0-8248-2771-6.
- Matsunaga Alicia, and Daigan Matsunaga. Foundation of Japanese Buddhism: 2: The Mass Movement. Los Angeles u. Tokyo: Buddhist Books International, 1976.
- The Soka Gakkai Dictionary of Buddhism. Soka Gakkai, 2002, ISBN 4-412-01205-0 (englisch).
- A Dictionary of Buddhist Terms and Concepts, Nichiren Shōshū International Center (NSIC), Tokyo, 1983, ISBN 4-88872-014-2.
- Yoshiro Tamura, Japanese Buddhism, A Cultural History, Kosei Publishing Co., Tokyo 2005, ISBN 4-333-01684-3.
- Lotus seeds: The Essence of Nichiren Shu Buddhism, Nichiren Buddhist Temple of San Jose, ISBN 978-0-9705920-0-2.
- S. Noma (Hrsg.): Nichiren. In: Japan. An Illustrated Encyclopedia. Kodansha, 1993, ISBN 4-06-205938-X, S. 1083.
- Die Liturgie der Nichiren Shū, Rev. Shoryo Tarabini, Renko-Ji Edition, ISBN 978-0-244-19549-6